# Arduino II de Ivrea
Arduino II de Ivrea (?-c. 1050) fue marqués de Ivrea entre 999 y 1015.  También es conocido como Ardicino.  Era hijo de Arduino de Ivrea y Berta Obertenga, hija de Oberto II.

## Biografía
Tras la excomunión de su padre en 997 debido al asesinato del obispo de Vercelli, los obispos fomentaron muchos problemas y disturbios en el marquesado porque a la población y los magnates no les gustaba nada estar bajo el gobierno de un excomulgado.  Así que en 999 su padre le nombró legalmente marqués de Ivrea, aunque era su padre quien seguía manteniendo el poder en la región.
Tras la muerte de su padre la marca de Ivrea fue dividida en numerosos condados y el conde Arduino y sus hermanos Ottone y Guido reconocieron al marqués de Turín, Olderico Manfredo II como su señor, pasando Ivrea a ser un condado de la marca de Turín.  Arduino pasó de ser marqués de Ivrea a conde de Ivrea, aunque conservó el título de Príncipe de Gramellina que le había dado su padre cuando era rey.  
En 1036 Arduino obtuvo del obispo Ubaldo de Cremona un feudo al sur de Bérgamo, con lo que reforzaba su autoridad en ese territorio.
Su descendencia dio origen a diversas ramas de Principes e Condes Canavese: San Martino d´Aglie, Lorenzato, Parella,Strambino, Colloretto e los Conde de Valperga di Masino, Masino, Caluso y Biandrate
| Predecesor: Arduino I | Marqués de Ivrea 999–1015 | Sucesor: desaparece |